# Silver Peak
Silver Peak – jednostka osadnicza w Stanach Zjednoczonych, w stanie Nevada, w hrabstwie Esmeralda.